# Přepracované jaderné palivo

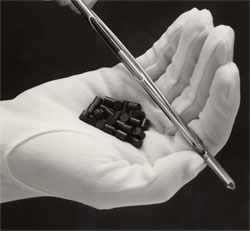
Pelety UO_{2} paliva

V jaderných elektrárnách se nejčastěji využívá palivo na bázi uranu s obohacením do 5% 235U. V běžném reaktoru (s elektrickým výkonem kolem 1000 MW) je přibližně sto tun tohoto paliva a zpravidla po roce či po roce a půl je část tohoto paliva (v závislosti na tří-, čtyř- pěti- nebo šestiletém palivovém cyklu) vyměněna za nové. Již použité palivo, které bylo vyjmuto z reaktoru, je umístěno do bazénu skladování, který zajišťuje stínění a odvod v palivu uvolňovaného zbytkového tepla. Toto palivo však není odpad, obsahuje totiž asi 1% štěpného 235U a plutonium vzniklé záchytem neutronů nejčastěji na 238U. Tyto prvky je možné z použitého paliva separovat a dále je využít právě pro výrobu přepracovaného jaderného paliva.

## Přepracovací proces

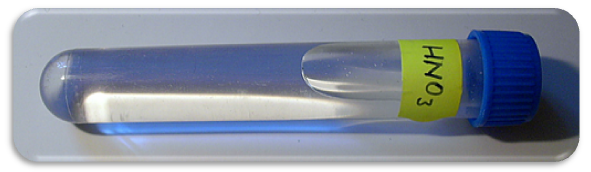
Ampule s kyselinou dusičnou

Po několika letech skladování vyhořelého jaderného paliva v bazénech, jsou palivové soubory uloženy do speciálních přepravních kontejnerů a dopraveny z elektrárny do přepracovacího závodu. Po převzetí a kontrole je palivo rozmontováno na jednotlivé proutky (tyče) a ty jsou rozemlety a rozpuštěny v kyselině dusičné. Kyselina dusičná umožňuje oddělit palivové pokrytí ze zirkoniové slitiny od samotného paliva. Veškeré procesy jsou řízeny na dálku a operace provádějí pouze stroje. Jednotlivé složky použitého jaderného paliva jsou odděleny chemickými postupy. Takto vzniká relativně menší objem radioaktivních odpadů, které se dále zpravidla vitrifikují (zatavují do skla). Ze směsi se extrahuje zejména plutonium, které se dále používá pro výrobu MOX paliva.

## MOX palivo a jeho výroba

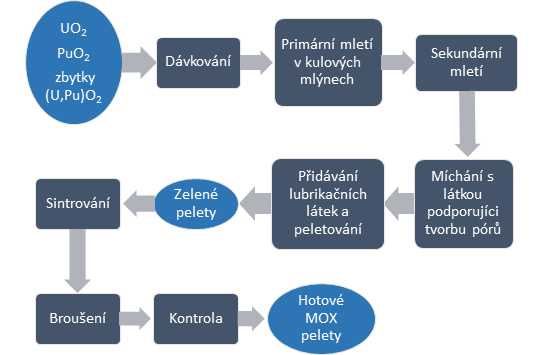
Zjednodušené schéma výroby paliva typu MOX

Jedná se o jaderné palivo, které tvoří směs dvou oxidů (Mixed OXide) – oxid uraničitý a oxid plutoničitý.
Uranová část se vyrábí nejčastěji z ochuzeného uranu, který zbývá jako vedlejší produkt při obohacování uranu. Plutoniovou složku je možné získat buď z nevyužitých jaderných hlavic na bázi plutonia či právě z použitého jaderného paliva. To, o jaké plutonium se jedná, charakterizuje zejména izotopické složení, které je u reaktorového plutonia rozmanitější.
Výchozí surovinou pro výrobu MOX paliva jsou tak dva prášky – UO2 a PuO2 , ty se přesně naváží a poté se společně melou ve speciálních mlýnech ve fabrikačních závodech. Namletý prášek je poté možné doplnit různými aditivy, která mají za cíl modifikovat některé požadované charakteristiky paliva. Prášek je poté lisován do tzv. zelených (syrových) pelet, které jsou posléze sintrovány (spékány) za přesně stanovených podmínek – tlaků, teplot a časů. Sintrované pelety mají asi 95 % teoretické hustoty (Pu,U)O2 a na závěr je již jen zbroušen jejich povrch na požadované rozměry a drsnost, načež jsou pelety závěrečně kontrolovány a nevyhovující kusy se recyklují. Pelety se poté nasouvají a hermeticky uzavírají do trubiček palivového pokrytí ze slitin zirkonia a následně jsou z nich montovány palivové soubory.

## Další možnosti přepracování jaderného paliva
Mezi další možnosti přepracování patří např. technologie ADTT (urychlovačem řízená transmutační technologie). Použité palivo je vystaveno svazku neutronů, které pocházejí z urychlovače. Neutrony v palivu vytvářejí při jaderných reakcích materiál vhodný pro výrobu nových palivových souborů do energetických reaktorů. Takto je možné vyrábět jaderné palivo i z thoria. Výhodou této metody je možnost použití právě thoria, kterého je na zemi více než uranu, a také to, že dochází k významnému snížení nebezpečnosti jaderných odpadů (snížením množství izotopů s dlouhým poločasem přeměny). Tato technologie je však závislá na urychlovačích, které zatím nejsou natolik výkonné, a investiční náročnost je rovněž vysoká.
Podobná je i myšlenka množivých reaktorů, které jsou schopné pracovat s vyšším tokem neutronů a přeměňovat uran-238 a thorium-232 na uměle vytvořené štěpné materiály (plutonium-239, resp. uran-233). Tyto materiály určené k přeměně jsou v množivých reaktorech umístěny v množivé zóně. Tato vize je jednou z možných cest reaktorů IV. generace. Nevýhodou je zde potenciální možnost využití množivých reaktorů k výrobě materiálu pro jaderné zbraně a celkově rizikovější provoz.